# إيثور جوديونسون
ايثور جوديونسون (الإيسلندية: Eyþór Guðjónsson) هو ممثل أيسلندي (ولد بتاريخ 5 فبراير 1968).

## أعماله
ابرز أعماله كان دوره في فيلم الرعب «هوستل».

## وصلات خارجية
- إيثور جوديونسون على موقع IMDb (الإنجليزية)
- إيثور جوديونسون على موقع ألو سيني (الفرنسية)
- إيثور جوديونسون على موقع أول موفي (الإنجليزية)
- إيثور جوديونسون على موقع قاعدة بيانات الأفلام السويدية (السويدية)
- إيثور جوديونسون على موقع قاعدة بيانات الفيلم (الإنجليزية)
- إيثور جوديونسون على موقع كينوبويسك (الروسية)

صفحته على IMDb